# 테이큰 3
《테이큰 3》(영어: Taken 3)는 2014년 공개된 프랑스의 액션 스릴러 영화로, 2012년 영화 《테이큰 2》의 속편이자 《테이큰 시리즈》의 완결 작품이다.

## 출연
- 리암 니슨 - 브라이언 밀스 역
- 팜케 얀센 - 레니 역
- 매기 그레이스 - 킴 역
- 존 그리스 - 케이시 역
- 포레스트 휘태커 - 도츨러 역
- 릴랜드 오서 - 샘 역
- 알렉산더 레이스
- 조니 웨스턴
- 딜런 브루노 - 스미스 역
- 조니 5
- 알 사피엔자 - 존슨 형사 역
- 앨런 D. 퍼윈
- 로버트 프랠고
- 주디 비처 - 클레어 역
- 더그레이 스콧 - 스튜어트 세인트 존 역
- 샘 스프루엘 - 올레그 말란코프 역
- 스테파니 클레인
- 앤드류 하워드 - 맥심 역
- 제이슨 리 에릭슨
- 엘렌 호
- 돈 하비 - 가르시아 역
- 헤일리 크래프트
- 캐서린 다이어
- 앤드류 보바
- 프레스턴 베이커
- 스티브 콜터
- 엘 빈센트
- 지미 팰럼보
- 필립 J. 실베라
- 프레드 갈레 - LAPD 역
- 쉘리 카렌-블랙
- 지미 곤잘레즈
- 세드릭 체밤
- 죠니 하빌
- 스티브 자누섹